# Colaspoides suginoi
Colaspoides suginoi es un coleóptero de la familia Chrysomelidae.
Fue descrita científicamente en 1988 por Komiya.